# Violeta Kovacsics
Violeta Kovacsics (Vilanova i la Geltrú, 1981) és una crítica cinematogràfica catalana i professora de l'Escola Superior de Cinema i Audiovisuals de Catalunya i responsable del diari i del catàleg del festival de Sitges.
Ha participat en diversos llibres col·lectius, com Terence Davies. Els sons de la memòria, Philippe Garrel. El cinema revelat, Robert Rossen, la seva obra i el seu temps o Paisatges i figures: perplexos. El nou cinema alemany; ha coordinat el volum Very Funny Things. Nueva Comedia Americana i ha escrit Un París de cine. Escriu, a més, en les revistes Cahiers du Cinéma-España, en els suplements culturals del Diari de Tarragona i La Vanguardia, entre d'altres. Ha col·laborat en publicacions com Scope, Fotogramas, l'Avui, Go Mag o la pàgina web Senses of Cinema.
El 8 de febrer de 2016 es va celebrar l'acte de lectura de la seva tesi doctoral titulada La posada en escena de la paraula al cinema nord-americà contemporani, dirigida pel Dr. Fran Benavente del Departament de Comunicació de la Universitat Pompeu Fabra. El tribunal estava format pel Dr. Carlos Losilla (UPF), el Dr. Víctor Molina (Institut del Teatre de Barcelona) i el Dr. Jordi Sánchez Navarro (Universitat Oberta de Catalunya). La qualificació obtinguda va ser d'excel·lent cum laude.
Va ser presidenta de l'Associació Catalana de Crítics i Escriptors Cinematogràfics (ACCEC).
És professora d’Història del cine clàssic a ESCAC i de cine i literatura a la UPF, també col·labora amb el Laboratori feminista de creació documental de La Bonne

## Publicacions
- Violeta Kovacsics 50 maneras de morir. Cine negro y poética de la fatalidad.  UOC Editorial, 2022. ISBN 9788491809418 [Consulta: 16 febrer 2023].
- Violeta Kovacsics; altres Very Funny Things: nueva comedia americana.  Donostia Zinemaldia-Festival de Cine de San Sebastián, 2012. ISBN 978-84-88452-67-2 [Consulta: 26 març 2016]. Arxivat 2016-04-08 a Wayback Machine.
- Violeta Kovacsics; Deborah Marín Sierra París de cine: guía de la ciudad en 55 películas.  Lunwerg, maig 2013. ISBN 978-84-9785-984-4.